# Trizoba kukavica
Trizoba kukavica (znanstveno ime Orchis tridentata) pripada rodu kukavic (Orchis) iz družine kukavičevke (Orchideaceae). Na zgornjem robu vsakega cveta je opaziti tri »zobe« – od tod tudi njeno ime. 

## Ime
Kot Orchis tridentata je trizobo kukavico leta 1772 opisal botanik Giovanni Antonio Scopoli in jo tako uvrstil v rod Orchis. Ime je izpeljano iz grščine όρχις orchis = testisi in tridentata, iz latinščine tri- = tri in dentatus = nazobčan. 

## Razširjenost
To je vrsta, ki pripada predvsem sredozemskemu območju.  Raste po suhih travnikih in gorskih travnatih pobočjih od Španije in Turčije na jugu in severno do Nemčije in Krima.

## Opis rastline
Trizoba kukavica je znana po mnogih barvnih odtenkih. Socvetje je gosto in je sprva okrogle, kasneje pa jajčaste oblike. Cvetovi so lahko svetlo ali temnovijoličasti ali rožnatordeči, včasih so tudi beli. Medena ustna je pikasta, cvetni listi pa imajo obarvane žile.
Stebelni listi zgoraj tesno obdajajo steblo.

## Sistematika
Doslej so jo prištevali v rod kukavic (Orchis). Po novem molekularnogenetskem raziskovanju bo vrsta pripadala rodu Neotinea. Ker rezultati raziskav še niso sprejeti v splošni botaniki, članek zaenkrat uporablja dosedanjo razvrstitev.